# Sphaeroma plumosa
Sphaeroma plumosa är en kräftdjursart som beskrevs av Thomas Whitelegge 1902. Sphaeroma plumosa ingår i släktet Sphaeroma och familjen klotkräftor. Inga underarter finns listade i Catalogue of Life.